# Speranța (goeletă)

Speranța este numele unei goelete din romanul Toate pânzele sus! al scriitorului Radu Tudoran.

## Nava ficțională

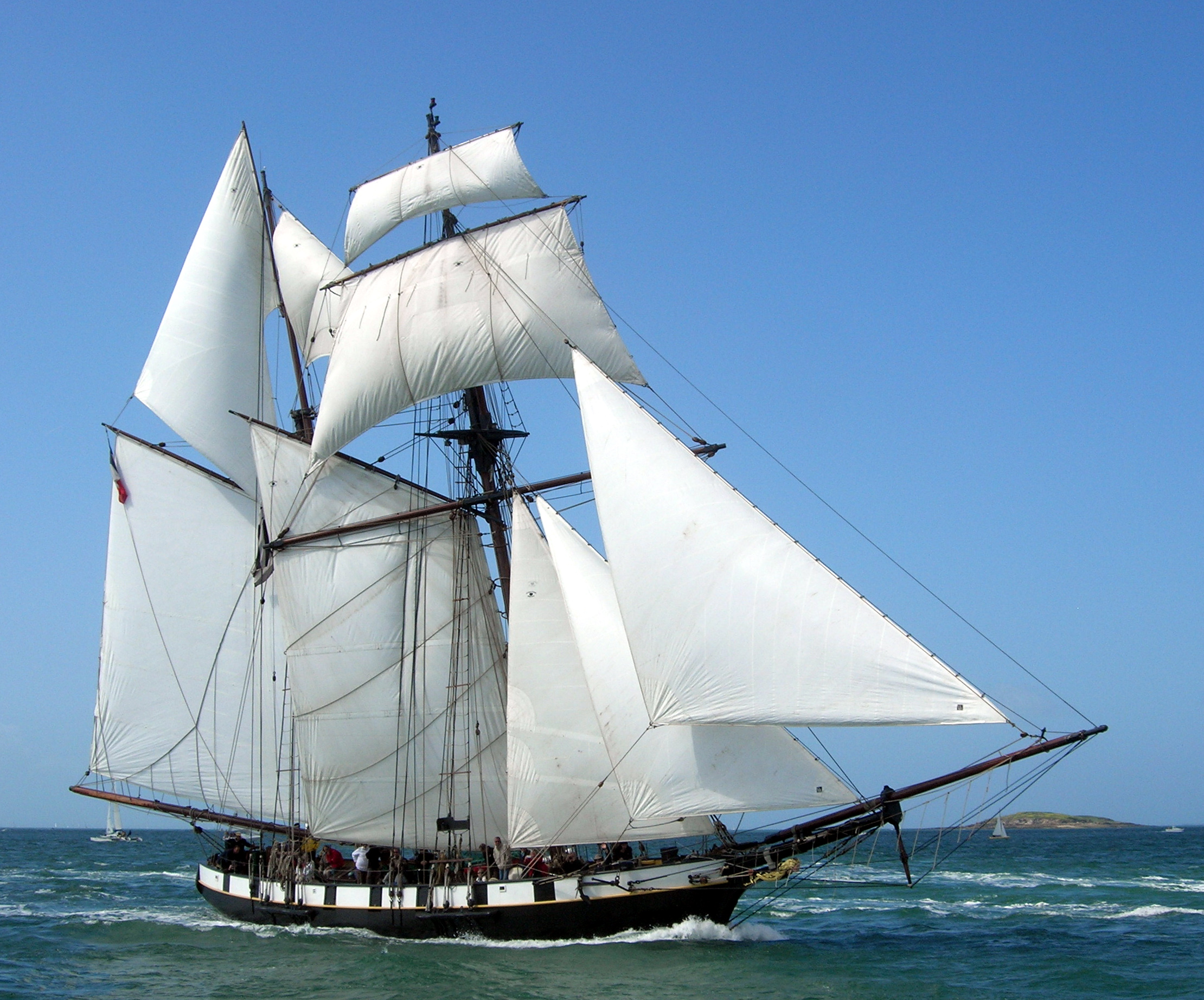
Goeleta franceză reală „Recouvrance”, Saint-Malo, replică modernă din stejar a celei originale din 1817 și model al „Speranței”.

Speranța din literatura română (din romanul Toate pînzele sus!) este o goeletă anterior numită L'Espérance, proprietate a personajelor Anton Lupan, avatar literar al lui Radu Tudoran, și prietenul său francez, Pierre Vaillant. Speranța ficțională, o navă solidă din lemn de stejar, construită în anii 1850 la unul din șantierele navale din Saint-Malo, în Bretania, fusese construită pentru călătorii de cabotaj (de-a lungul coastelor) și cumpărată la începutul anilor 1870 de Anton Lupan împreună cu prietenul său breton, Pierre Vaillant, pentru a explora Țara de Foc (după exemplul real al lui Charles Darwin și Emil Racoviță, care exploraseră acest ținut la sfârșitul secolului XIX). Cei doi prieteni călătoriseră de-a lungul Mării Mediterane pentru a strânge bani în vederea finanțării lungii călătorii peste Oceanul Atlantic.
Lupan și Vaillant sunt siliți de necesitățile vieții să se despartă temporar, Vaillant rămânând cu goeleta și echipajul acesteia, după care Anton Lupan le pierde urma. După ani de zile de căutări și speranțe, în 1878, aflat în România, Anton Lupan descoperă epava goeletei L'Esperance eșuată pe o plajă pustie din apropierea farului de la Sulina. După întrunirea unui echipaj compus din oameni foarte diferiți, aparent improbabili marinari, Anton Lupan, împreună cu noii săi oameni, pornește restaurarea vasului. De fapt, carena vasului, din lemn de stejar masiv, se găsea încă într-o condiție foarte bună, ceea ce permite grupului să-i redea navei Speranța frumusețea și funcționalitatea sa anterioară.

## Nava reală
Nava reală a fost un platou de turnaj cinematografic plutitor folosit de Studioul Cinematografic „București”, anume fosta mahonă de pescuit de 90 de tone Jirlău, tip „Seiner SKS”, construită la Turnu Severin și transformată în 1968 la șantierul naval din Tulcea cu ajutorul uzinelor de utilaj greu „Progresul” din Brăila, prin adăugarea unui greement amovibil de două catarge, modificabil în goeletă, brigantină sau bric. Nava putea rezista pe mare cu valuri de gradul IV și vânt de forța VI cu velele întinse și echipa de turnaj la bord..
Caracteristicile principale erau:
- Lungime peste tot, cu bompresul: 27 m.
- Lungime la linia de plutire: 19 m.
- Lățime la cuplul maestru: 5,2 m.
- Deplasament după transformare: 120 t, din care 10 t lest mobil pentru a compensa deplasările la bord ale echipelor de turnaj și actorilor.
- Motor: 3D6 de 150 CP la 150 rot/minute.
- Înălțimea catargului trinchet: 17 m.
- Înălțimea catargului artimon: 18 m.
- Viteza cu vele: 8 noduri la vânt forța 4.
- Viteza cu vele și motor: 12 noduri.

Timp de peste zece ani, sub comanda căpitanilor Marin Deboveanu și Gheorghe Florea, nava a fost folosită pentru turnajul filmelor realizate în general cu firme cinematografice străine, fiind astfel o sursă de venituri în valută pentru stat. În primii ani au fost realizate filmele: Răpirea fecioarelor, Răzbunarea haiducilor, Vasul fantomă (după romanul lui Jack London), Pirații din Pacific, Fiul Soarelui și Joe printre pirați. În anii 1970 nava a „jucat” rolul goeletei „Speranța” în filmul Toate pînzele sus! de Mircea Mureșan, după romanul omonim al lui Radu Tudoran (fratele lui Geo Bogza), apoi rolul goeletei „Ghost” în serialul german Lupul de mare (după alt roman al lui Jack London), iar în anii 1972-76 acela al goeletei „Sloughi” în serialul francez Doi ani de vacanță de Sergiu Nicolaescu și Gilles Grangier (după romanul lui Jules Verne). Majoritatea scenelor au fost turnate la Constanța, Tulcea sau Brăila în funcție de scenarii. Portul Tomis a fost uneori transformat în stilul sec. XIX prin instalarea pe dig a unor decoruri în formă de case de epocă.
Din păcate, nava „Jirlău” a fost treptat șubrezită de aceste turnaje (uneori în condiții dificile): reparațiile erau din ce în ce mai frecvente și costititoare, iar România comunistă nu mai avea fonduri, astfel că a fost dezmembrată în anii 1980.